# Hockey sur glace aux Jeux olympiques de 1998
Navigation
Lillehammer 1994 Salt Lake City 2002
Les compétitions de hockey sur glace des Jeux olympiques d'hiver de 1998 organisés à Nagano (Japon), se sont déroulés dans la Aqua Wing Arena et dans le Big Hat de Nagano du 7 au 22 février 1998. C'est la 19e édition du tournoi masculin et la première apparition du tournoi féminin. Autre nouveauté, la Ligue nationale de hockey instaure une pause « olympique » afin de libérer les joueurs évoluant dans la ligue pour leur offrir la possibilité de défendre les couleurs de leurs pays aux Jeux olympiques d'hiver.
Dans le tournoi masculin la République tchèque s'impose face à la Russie et remporte le premier titre olympique de son histoire. Chez les femmes les États-Unis s'impose en finale du tournoi face au Canada et remporte le premier tournoi olympique de hockey sur glace féminin. Les deux médailles de bronze sont remportés par les équipes masculine et féminine de Finlande.

## Qualification
| Mode de sélection         | Dates                  | Lieux                   | Nombre de places | Qualifiés                                                      |
| ------------------------- | ---------------------- | ----------------------- | ---------------- | -------------------------------------------------------------- |
| Pays organisateur         | 15 juin 1991           | Birmingham, Royaume-Uni | 1                | Japon                                                          |
| Championnat du monde 1995 | 23 avril au 7 mai 1995 | Stockholm, Suède        | 8                | Finlande Suède Canada Tchéquie Russie États-Unis Italie France |
| Tournois de qualification | 6 au 11 février 1997   | Oberhausen, Allemagne   | 2                | Allemagne Slovaquie                                            |
| Tournois de qualification | 6 au 11 février 1997   | Innsbruck, Autriche     | 2                | Biélorussie Kazakhstan                                         |
| Tournois de qualification | 6 au 11 février 1997   | Duisbourg, Allemagne    | 1                | Autriche                                                       |
| Total                     |                        |                         | 14               |                                                                |

| Mode de sélection         | Dates                   | Lieux                   | Nombre de places | Qualifiés                              |
| ------------------------- | ----------------------- | ----------------------- | ---------------- | -------------------------------------- |
| Pays organisateur         | 15 juin 1991            | Birmingham, Royaume-Uni | 1                | Japon                                  |
| Championnat du monde 1997 | 31 mars au 6 avril 1997 | Canada                  | 5                | Canada États-Unis Finlande Chine Suède |
| Total                     |                         |                         | 6                |                                        |

## Tournoi masculin

### Premier tour
| Clt   | Équipe     | PJ | V | D | N | BP | BC | Diff | Pts |
| ----- | ---------- | -- | - | - | - | -- | -- | ---- | --- |
| +001, | Kazakhstan | 3  | 2 | 0 | 1 | 14 | -  | +3   | 5   |
| +002, | Slovaquie  | 3  | 1 | 1 | 1 | 9  | -  | 0    | 3   |
| +003, | Italie     | 3  | 1 | 2 | 0 | 11 | -  | 0    | 2   |
| +004, | Autriche   | 3  | 0 | 1 | 2 | 9  | -  | -3   | 2   |

- Qualifié pour le second tour

| Clt   | Équipe      | PJ | V | D | N | BP | BC | Diff | Pts |
| ----- | ----------- | -- | - | - | - | -- | -- | ---- | --- |
| +001, | Biélorussie | 3  | 2 | 0 | 1 | 14 | -  | +10  | 5   |
| +002, | Allemagne   | 3  | 2 | 1 | 0 | 7  | -  | -2   | 4   |
| +003, | France      | 3  | 1 | 2 | 0 | 5  | -  | -3   | 2   |
| +004, | Japon       | 3  | 0 | 2 | 1 | 5  | -  | -5   | 1   |

- Qualifié pour le second tour

### Second tour
| Clt   | Équipe      | PJ | V | D | N | BP | BC | Diff | Pts |
| ----- | ----------- | -- | - | - | - | -- | -- | ---- | --- |
| +001, | Canada      | 3  | 3 | 0 | 0 | 12 | -  | +9   | 6   |
| +002, | Suède       | 3  | 2 | 1 | 0 | 11 | -  | +4   | 4   |
| +003, | États-Unis  | 3  | 1 | 2 | 0 | 8  | -  | -2   | 2   |
| +004, | Biélorussie | 3  | 0 | 3 | 0 | 4  | -  | -11  | 0   |

- Qualifié pour la phase finale

| Clt   | Équipe     | PJ | V | D | N | BP | BC | Diff | Pts |
| ----- | ---------- | -- | - | - | - | -- | -- | ---- | --- |
| +001, | Russie     | 3  | 3 | 0 | 0 | 15 | -  | +9   | 6   |
| +002, | Tchéquie   | 3  | 2 | 1 | 0 | 12 | -  | +8   | 4   |
| +003, | Finlande   | 3  | 1 | 2 | 0 | 11 | -  | +2   | 2   |
| +004, | Kazakhstan | 3  | 0 | 3 | 0 | 6  | -  | -19  | 0   |

- Qualifié pour la phase finale

### Phase finale

#### Match pour la médaille de bronze
La Finlande s'impose face à l'équipe du Canada sur le score de 3 buts à 2.

#### Finale
Les Tchèques remportent le match contre les Russes sur le plus petit score 1 but à 0 avec un but de Petr Svoboda.

## Tournoi féminin
Le tournoi féminin se déroule sous la forme d'un championnat où chacune des équipes rencontre l'ensemble des autres équipes. Les deux premiers de ce championnat se disputent le titre olympique, les deux suivants jouant une finale pour la médaille de bronze.

### Premier tour
| Clt   | Équipe     | PJ | V | D | N | BP | BC | Diff | Pts |
| ----- | ---------- | -- | - | - | - | -- | -- | ---- | --- |
| +001, | États-Unis | 5  | 5 | 0 | 0 | 33 | -  | 7    | 10  |
| +002, | Canada     | 5  | 4 | 1 | 0 | 28 | -  | 12   | 8   |
| +003, | Finlande   | 5  | 3 | 2 | 0 | 27 | -  | 10   | 6   |
| +004, | Chine      | 5  | 2 | 3 | 0 | 10 | -  | 15   | 4   |
| +005, | Suède      | 5  | 1 | 4 | 0 | 10 | -  | 21   | 2   |
| +006, | Japon      | 5  | 0 | 5 | 0 | 2  | -  | 45   | 0   |

- Qualifié pour la finale
- Qualifié pour la petite finale

### Phase finale
Les Finlandaises s'imposent sur les Chinoises sur le score de 4 buts à 1 pour la médaille de bronze tandis que les Américaines remportent la médaille d'or à la surprise générale contre les Canadiennes sur le score de 3 buts à 1.

## Classements finaux
| Place                               | Équipe      |
| ----------------------------------- | ----------- |
| Médaille d'or, Jeux olympiques      | Tchéquie    |
| Médaille d'argent, Jeux olympiques  | Russie      |
| Médaille de bronze, Jeux olympiques | Finlande    |
| 4                                   | Canada      |
| 5                                   | Suède       |
| 6                                   | États-Unis  |
| 7                                   | Biélorussie |
| 8                                   | Kazakhstan  |
| 9                                   | Allemagne   |
| 10                                  | Slovaquie   |
| 11                                  | France      |
| 12                                  | Italie      |
| 13                                  | Japon       |
| 14                                  | Autriche    |

| Place                               | Équipe     |
| ----------------------------------- | ---------- |
| Médaille d'or, Jeux olympiques      | États-Unis |
| Médaille d'argent, Jeux olympiques  | Canada     |
| Médaille de bronze, Jeux olympiques | Finlande   |
| 4                                   | Chine      |
| 5                                   | Suède      |
| 6                                   | Japon      |

## Résultats

### Podiums
| Épreuves         | Or | Argent | Bronze |
| ---------------- | --- | --- | --- |
| Tournoi masculin | République tchèque Josef Beránek Jan Čaloun Roman Čechmánek Jiří Dopita Roman Hamrlík Dominik Hašek Milan Hejduk Milan Hnilička Jaromír Jágr František Kučera Robert Lang David Moravec Pavel Patera Libor Procházka Martin Procházka Robert Reichel Martin Ručinský Vladimír Růžička Jiří Šlégr Richard Šmehlík Jaroslav Špaček Martin Straka Petr Svoboda entraîneur : Ivan Hlinka | Russie Pavel Boure Valeri Boure Oleg Chevtsov Mikhaïl Chtalenkov Sergueï Fiodorov Sergueï Gontchar Alekseï Goussarov Alekseï Iachine Dmitri Iouchkevitch Alekseï Jamnov Alekseï Jitnik Valeri Kamenski Darius Kasparaitis Andreï Kovalenko Igor Kravtchouk Sergueï Krivokrassov Boris Mironov Dmitri Mironov Alekseï Morozov Sergueï Nemtchinov Guerman Titov Andreï Trefilov Valeri Zelepoukine entraîneur : Vladimir Iourzinov | Finlande Aki-Petteri Berg Tuomas Grönman Raimo Helminen Sami Kapanen Saku Koivu Jari Kurri Janne Laukkanen Jere Lehtinen Juha Lind Jyrki Lumme Jarmo Myllys Mika Nieminen Janne Niinimaa Teppo Numminen Ville Peltonen Kimmo Rintanen Teemu Selänne Ari Sulander Jukka Tammi Esa Tikkanen Kimmo Timonen Antti Törmänen Juha Ylönen entraîneur : Hannu Aaravirta |
| Tournoi féminin  | États-Unis Chris Bailey Laurie Baker Alana Blahoski Lisa Brown-Miller Karyn Bye Colleen Coyne Sara DeCosta-Hayes Tricia Dunn Cammi Granato Katie King Shelley Looney Sue Merz Allison Mleczko Tara Mounsey Vicki Movsessian Angela Ruggiero Jennifer Schmidgall Sarah Tueting Gretchen Ulion Sandra Whyte entraîneur : Tom Mutch & Ben Smith                                         | Canada Jennifer Botterill Thérèse Brisson Cassie Campbell Judy Diduck Nancy Drolet Lori Dupuis Danielle Goyette Geraldine Heaney Jayna Hefford Becky Kellar Kathy McCormack Karen Nystrom Lesley Reddon Manon Rhéaume Laura Schuler Fiona Smith France St-Louis Vicky Sunohara Hayley Wickenheiser Stacey Wilson entraîneur : Ray Bennett, Shannon Miller & Danièle Sauvageau                                                    | Finlande Sari Fisk Satu Huotari Kirsi Hänninen Marianne Ihalainen Johanna Ikonen Sari Krooks Emma Laaksonen Sanna Lankosaari Marika Lehtimäki Katja Lehto Riikka Nieminen Marja-Helena Pälvilä Tuula Puputti Karoliina Rantamäki Tiia Reima Katja Riipi Päivi Salo Maria Selin Liisa-Maria Sneck Petra Vaarakallio entraîneur : Rauno Korpi & Jorma Kurjenmäki  |

### Tableau des médailles
| Rang  | Nation             | Or | Argent | Bronze | Total |
| ----- | ------------------ | -- | ------ | ------ | ----- |
| 1     | États-Unis         | 1  | 0      | 0      | 1     |
| 1     | République tchèque | 1  | 0      | 0      | 1     |
| 3     | Canada             | 0  | 1      | 0      | 1     |
| 3     | Russie             | 0  | 1      | 0      | 1     |
| 5     | Finlande           | 0  | 0      | 2      | 2     |
| Total | Total              | 2  | 2      | 2      | 6     |